# Trikomegali

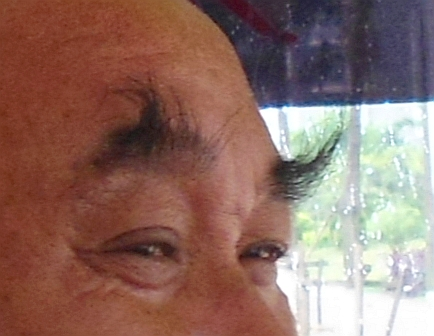
Man med mycket långa ögonbryn, eventuellt med madarosis.

Trikomegali är den vetenskapliga termen för onormalt långa ögonfransar eller ögonbryn. Det kan vara ett sjukdomstecken.
Medfödd trikomegali är förknippat med dvärgväxt, utvecklingsstörning, och minskad pigmentering av ögonen. Det kan också uppkomma sekundärt till läkemedel, eller vissa sjukdomar, däribland HIV, cancer, hypotyroidism, SLE, anorexia nervosa, och porfyri.